# 和田義氏
和田 義氏 （わだ よしうじ）は、鎌倉時代の武士。和田義盛の二男。通称次郎。

## 略歴
建暦3年（1213年）、和田合戦において手越宿付近で討たれた。享年40歳。
義氏の子・平尾盛氏の子孫は後に北畠顕家に仕え伊勢国小濱を領したことから小濱氏を称した。